# We Will Become Silhouettes
Singles de The Postal Service
The District Sleeps Alone Tonight
(2003) Be Still My Heart (Nobody Remix) - Single
(2005)
We Will Become Silhouettes est une chanson du groupe The Postal Service, et un single paru le 8 février 2005 sur étiquette Sub Pop. Il s'agit du troisième et dernier extrait de l'album Give Up, paru en 2003.
À l'instar des deux singles précédents, l'illustration ornant la pochette est de Kozyndan.
Un vidéo-clip pour "We Will Become Silhouettes" fut réalisé par l'acteur-réalisateur Jared Hess, connu pour son film Napoleon Dynamite.

## Liste des morceaux
1. "We Will Become Silhouettes"  – 4:59
2. "Be Still My Heart"  – 3:02
3. "Nothing Better (Styrofoam Remix)"  – 3:31
4. "We Will Become Silhouettes (Matthew Dear's Not Scared Mix)"  – 5:02